# العلاقات الإسبانية السويسرية
العلاقات الإسبانية السويسرية هي العلاقات الثنائية التي تجمع بين إسبانيا وسويسرا.

## مقارنة بين البلدين
هذه مقارنة عامة ومرجعية للدولتين:
| وجه المقارنة                                              | إسبانيا                                                                             | سويسرا                                                                                      |
| --------------------------------------------------------- | ----------------------------------------------------------------------------------- | ------------------------------------------------------------------------------------------- |
| المساحة (كم2)                                             | 505.99 ألف                                                                          | 41.28 ألف                                                                                   |
| عدد السكان (نسمة)                                         | 46.73 مليون                                                                         | 8.21 مليون                                                                                  |
| الكثافة السكانية (ن./كم²)                                 | 92.35                                                                               | 198.89                                                                                      |
| العاصمة                                                   | مدريد                                                                               | برن                                                                                         |
| اللغة الرسمية                                             | اللغة الإسبانية، اللغة الغاليسية، لغة بشكنشية، اللغة الكتالونية، اللغة الأوكسيتانية | اللغة الألمانية، اللغة الإيطالية، لغة فرنسية، اللغة الرومانشية، الألمانية السويسرية الموحدة |
| العملة                                                    | يورو، بيزيتا إسبانية                                                                | فرنك سويسري                                                                                 |
| الناتج المحلي الإجمالي (بليون دولار)                      | 1.31 تريليون                                                                        | 678.89 مليار                                                                                |
| الناتج المحلي الإجمالي (تعادل القوة الشرائية) بليون دولار | 1.77 تريليون                                                                        | 518.07 مليار                                                                                |
| الناتج المحلي الإجمالي الاسمي للفرد دولار أمريكي          | 28.16 ألف                                                                           | 80.94 ألف                                                                                   |
| الناتج المحلي الإجمالي للفرد دولار أمريكي                 | 38.00 ألف                                                                           | 59.54 ألف                                                                                   |
| مؤشر التنمية البشرية                                      | 0.876                                                                               | 0.930                                                                                       |
| رمز المكالمات الدولي                                      | +34                                                                                 | +41                                                                                         |
| رمز الإنترنت                                              | .es                                                                                 | .ch، .swiss ‏                                                                                |
| المنطقة الزمنية                                           | ت ع م+01:00، ت ع م+02:00                                                            | توقيت وسط أوروبا، ت ع م+01:00، ت ع م+02:00، أوروبا/زيورخ ‏                                   |

## مدن متوأمة
في ما يلي قائمة باتفاقيات التوأمة بين مدن إسبانية وسويسرية:
- ترتبط L'Espluga de Francolí [الإنجليزية]‏ مع Splügen [الإنجليزية]‏ باتفاقية توأمة منذ 1993.[18]

## منظمات دولية مشتركة
يشترك البلدان في عضوية مجموعة من المنظمات الدولية، منها:
| علم المنظمة | اسم المنظمة                               | تاريخ انضمام إسبانيا | تاريخ انضمام سويسرا |
| ----------- | ----------------------------------------- | -------------------- | ------------------- |
|             | مؤسسة التمويل الدولية                     | 24 مارس 1960         | 29 مايو 1992        |
|             | يونسكو                                    | 30 يناير 1953        | 28 يناير 1949       |
|             | مجموعة أستراليا                           | 1985                 | 1987                |
|             | المرصد الأوروبي الجنوبي                   | 2006                 | 1982                |
|             | مجموعة الموردين النوويين                  | ?                    | ?                   |
|             | الوكالة الدولية للطاقة                    | ?                    | ?                   |
|             | مؤسسة التنمية الدولية                     | 18 أكتوبر 1960       | 29 مايو 1992        |
|             | منظمة التعاون الاقتصادي والتنمية          | ?                    | ?                   |
|             | المركز الدولي لتسوية المنازعات الاستشارية | 17 سبتمبر 1994       | 14 يونيو 1968       |
|             | وكالة ضمان الاستثمار متعدد الأطراف        | 29 أبريل 1988        | 12 أبريل 1988       |
|             | منظمة حظر الأسلحة الكيميائية              | ?                    | ?                   |
|             | المنظمة الأوروبية لسلامة الملاحة الجوية   | 1997                 | 1992                |
|             | البنك الإفريقي للتنمية                    | ?                    | ?                   |
|             | الأمم المتحدة                             | 14 ديسمبر 1955       | 10 سبتمبر 2002      |
|             | الاتحاد الدولي للاتصالات                  | 1866                 | 1866                |
|             | منظمة الشرطة الجنائية الدولية             | ?                    | ?                   |
|             | البنك الدولي للإنشاء والتعمير             | 15 سبتمبر 1958       | 29 مايو 1992        |
|             | منظمة الأمن والتعاون في أوروبا            | 25 يونيو 1973        | 25 يونيو 1973       |
|             | وكالة الفضاء الأوروبية                    | ?                    | ?                   |
|             | الاتحاد البريدي العالمي                   | ?                    | ?                   |
|             | منظمة التجارة العالمية                    | ?                    | ?                   |
|             | الفريق المعني برصد الأرض                  | ?                    | ?                   |
|             | بنك التنمية الآسيوي                       | 1986                 | 1967                |
|             | نظام تحكم تكنولوجيا القذائف               | 1990                 | 1992                |
|             | مجلس أوروبا                               | ?                    | ?                   |

## أعلام
هذه قائمة لبعض الشخصيات التي تربطها علاقات بالبلدين:
- كارلوس الخامس (إمبراطور روماني مقدس وملك إسبانيا ودوق بورغندي، 24 فبراير 1500[28] – 21 سبتمبر 1558[28])

## وصلات خارجية
- موقع وزارة الخارجية الإسبانية
- موقع وزارة الخارجية السويسرية